# Goran Bregović

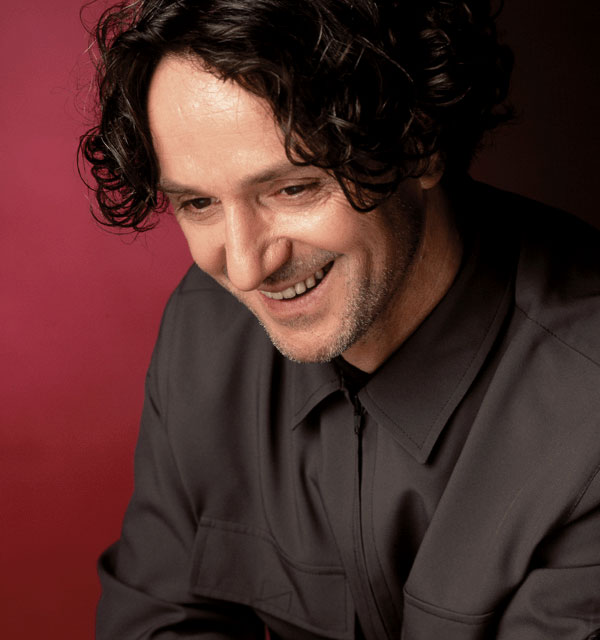
Goran Bregović in 2007

Goran Bregović (Servisch: Горан Бреговић) (Sarajevo, 22 maart 1950) is een muzikant en componist uit Bosnië en Herzegovina.
Tijdens de oorlog in Joegoslavië vluchtte hij het land uit. Hij is de zoon van een Kroatische vader en een Servische moeder.
In 1966 begon hij in Sarajevo als bassist in de amateurband Beštije. In 1974 richtte hij een van de succesvolste bands uit voormalig Joegoslavië op, Bijelo Dugme, die in vijftien jaar tijd talloze hits hadden.  In 1999 had Bregović, in samenwerking met de Poolse zangeres Kayah, enkele nummer 1-hits.
Hij componeerde de muziek voor verscheidene Joegoslavische films, onder meer voor Emir Kusturica, waarvan Underground (1995) wellicht de bekendste is. Hij schreef ook de muziek voor de Franse film La reine Margot.
Bregović treedt vaak op met zijn band die music for weddings and funerals speelt. Zo was hij in 2003 te gast op Ten Vrede en speelde hij in 2008 in Belgrado een intermezzo op het Eurovisiesongfestival, maar hij is ieder jaar op vele festivals in Europa te beluisteren. Ook de Servische inzending voor het Eurovisiesongfestival 2010 Ovo je Balkan, gebracht door Milan Stanković, is van zijn hand.
In Nederland vond op 9 oktober 2015 in De Oosterpoort te Groningen een optreden plaats van Bregović, waar hij samen met zijn band die music for weddings and funerals speelt, optrad op uitnodiging van de dirigent Antony Hermus het Noord Nederlands Orkest, dat hiermee zijn 25-jarig jubileum vierde. In 2017 trad hij op in de Rodahal tijdens het Wereld Muziek Concours in Kerkrade op 18 juli. Op 28 november 2019 trad hij op in het Concertgebouw te Amsterdam, samen met zijn "Wedding and Funeral Ensemble" en het Noord Nederlands Orkest onder leiding van Hans Leenders. Op het programma stond onder andere "Three letters from Sarajevo".